# Трофей (охота)

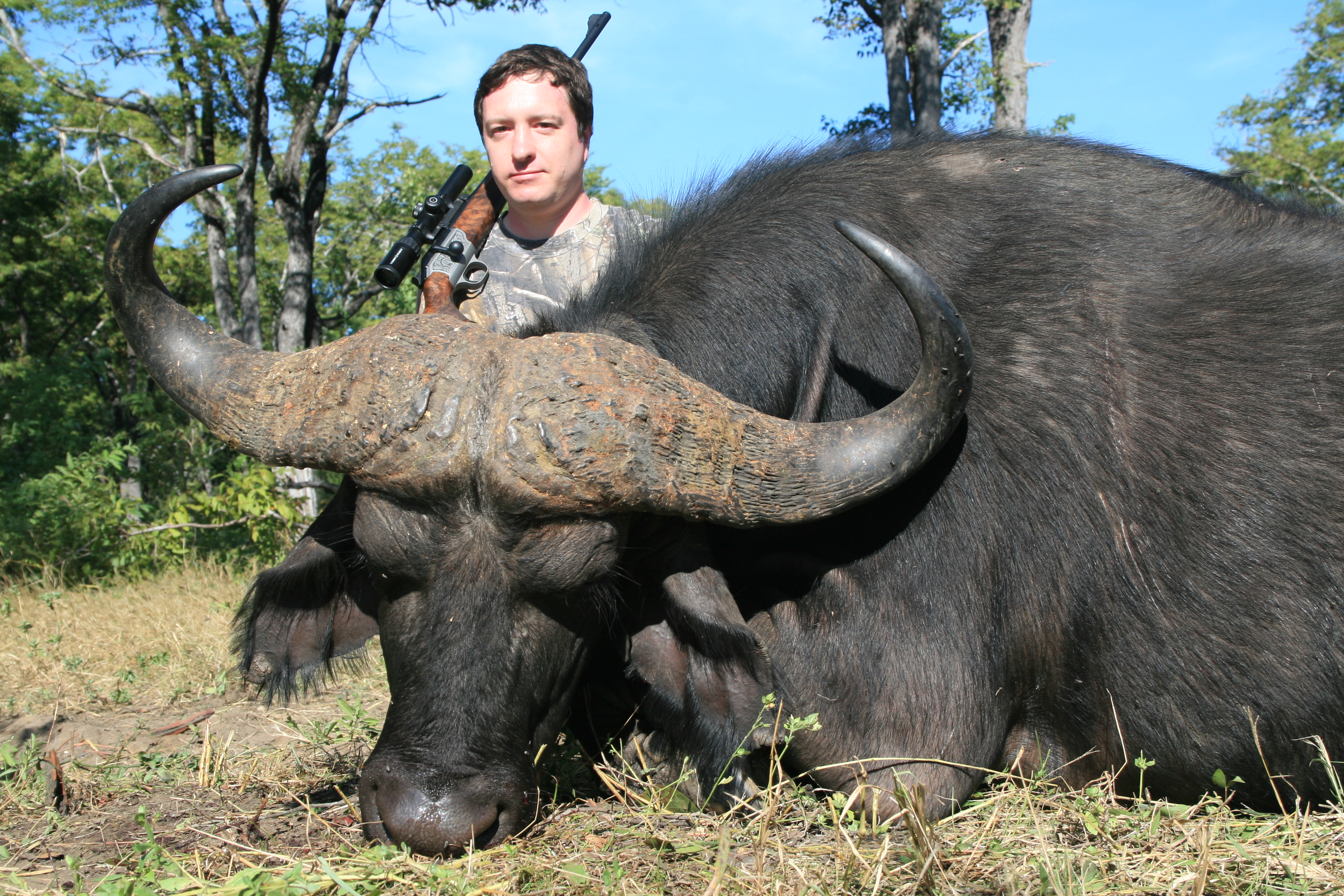
Охотник с трофейным экземпляром африканского буйвола, Замбия

Трофей (охота) — целая туша добытого на охоте животного / птицы, либо её часть, специально законсервированная (обычно таксидермическим методом). Добыча трофеев является основной целью трофейной охоты. Наибольший интерес для охотника представляют такие трофеи, как рога, клыки, головы и шкуры зверей и птиц как вещественная память об удачной охоте.
Чучела зверей и крупных птиц изготавливаются, как правило, таксидермистами, поскольку такая работа требует специальной подготовки. Трофеи, снабжённые этикеткой с указанием места и времени отстрела, размеров и веса животного, могут представлять научную ценность. Трофеи нередко служат предметом состязания между охотниками, охотничьими обществами и иногда даже международными охотничьими организациями. Наиболее выдающиеся по своим качествам трофеи могут являться экспонатами соответствующих выставок.
До начала XX века оценка трофеев проводилась практически без правил — экспонаты оценивались визуально по размеру, форме и общей внешней привлекательности. Только в 1920 году ряд европейских стран — Австрия, Германия, Чехословакия и Венгрия выработали единую систему оценки некоторых видов трофеев. В последующие годы эта система многократно совершенствовалась, становилась всё более проработанной и объективной. В Мадриде в 1952 году на специальном Международном съезде охотников была принята система оценки трофеев, легшая в основу существующей ныне; в 1955 году Международный Совет охоты в Копенгагене внёс в мадридскую методику некоторые изменения и дополнения. В наше время также постоянно вносятся нововведения, существует множество национальных правил оценки. Для ряда трофеев создана система скидок и надбавок баллов.
Оценка рогов копытных животных производится чаще всего в баллах, при начислении которых учитывается в первую очередь длина рогов, а также ряд других показателей — вес, размах рогов, длина каждого рога отдельно, расстояние между концами рогов, их окружность у основания и т. д. Количество учитываемых пунктов может быть весьма значительным: например, при существовавшей в СССР системе рога европейской косули оценивались по 22 параметрам, среди которых — число отростков, наличие и степень развития «короны» (наросты у основания рогов, образующие венец). В зависимости от значения того или иного параметра подбирался коэффициент надбавки баллов. Клыки кабана оценивались по 8 параметрам.
В государствах, где трофейная охота традиционно развита, государство устанавливает общие нормы расценок на добычу трофеев. В странах Европы стоимость качественного трофея может быть весьма значительной: так, в Болгарии трофей благородного оленя может стоить до 60 тысяч евро. В таких странах установлен строгий контроль над добычей трофеев. Например, в Венгрии добытую косулю в обязательном порядке измеряет государственный инспектор. Если её рога оказались редким по достоинству трофеем, охотнику приходится отдавать их в местный музей, однако ему взамен бесплатно выдаётся такой же искусственно сделанный образец. Существует и обратный контроль: если добыто животное, трофейная часть которого имеет параметры меньше разрешённых (например, в Танзании запрещено стрелять слонов с бивнями короче 190,5 см), охотник может заплатить штраф. В Африке любого трофейного охотника сопровождает егерь, следящий за соблюдением правил.

## Галерея

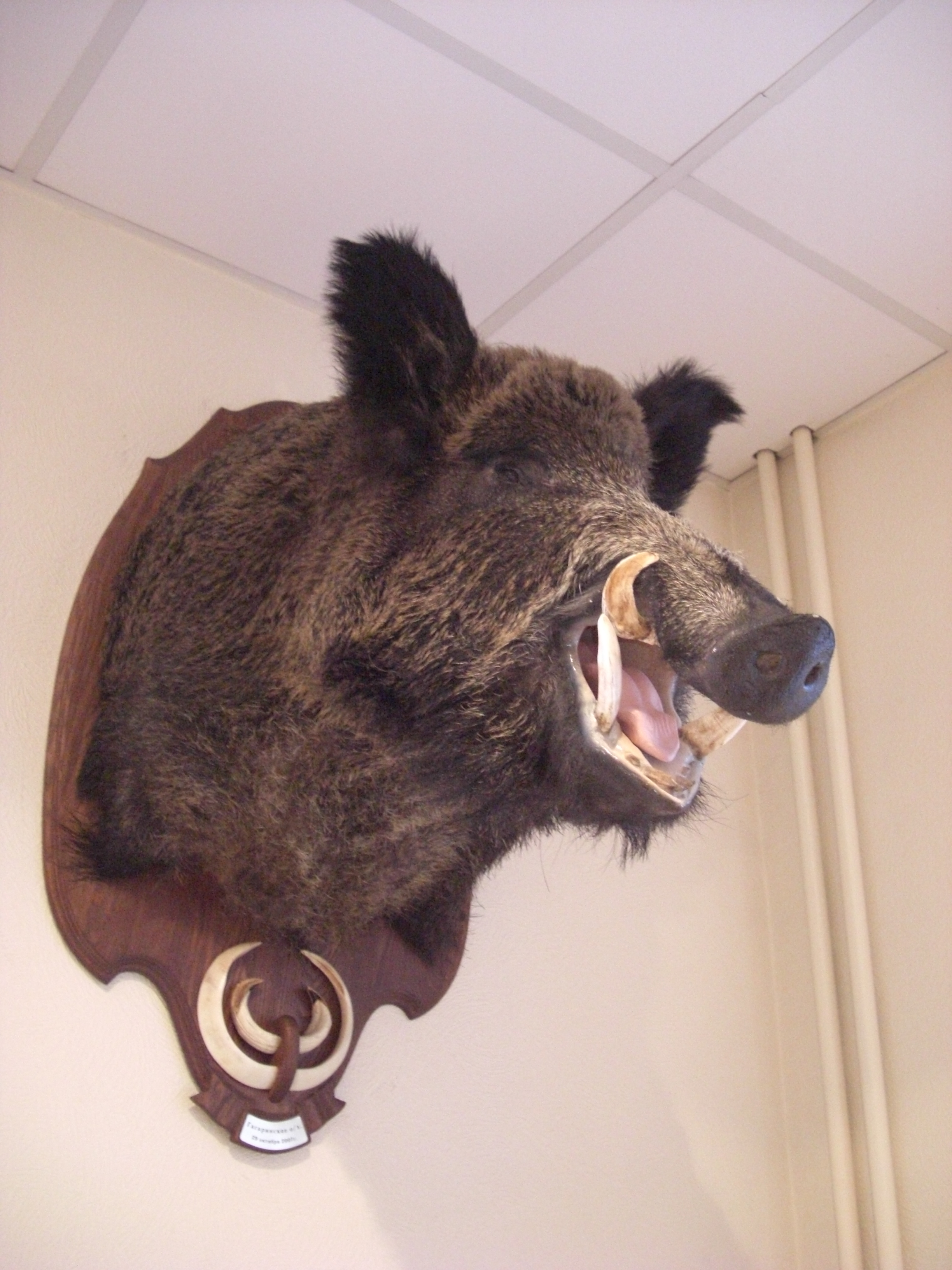
Голова крупного кабана, обработанная традиционным способом — с установкой клыков на медальоне; сама голова имеет муляжи клыков
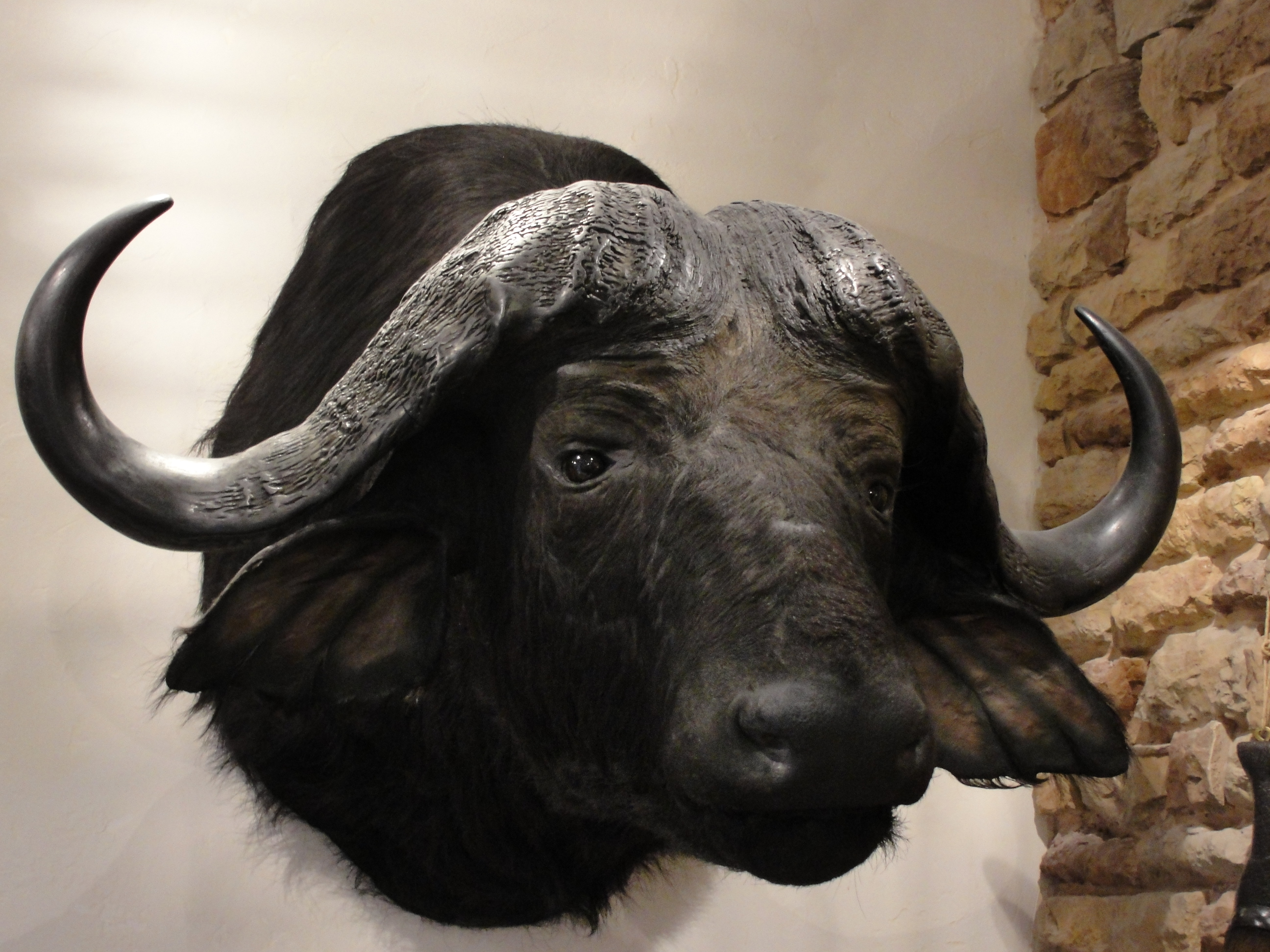
Голова африканского буйвола
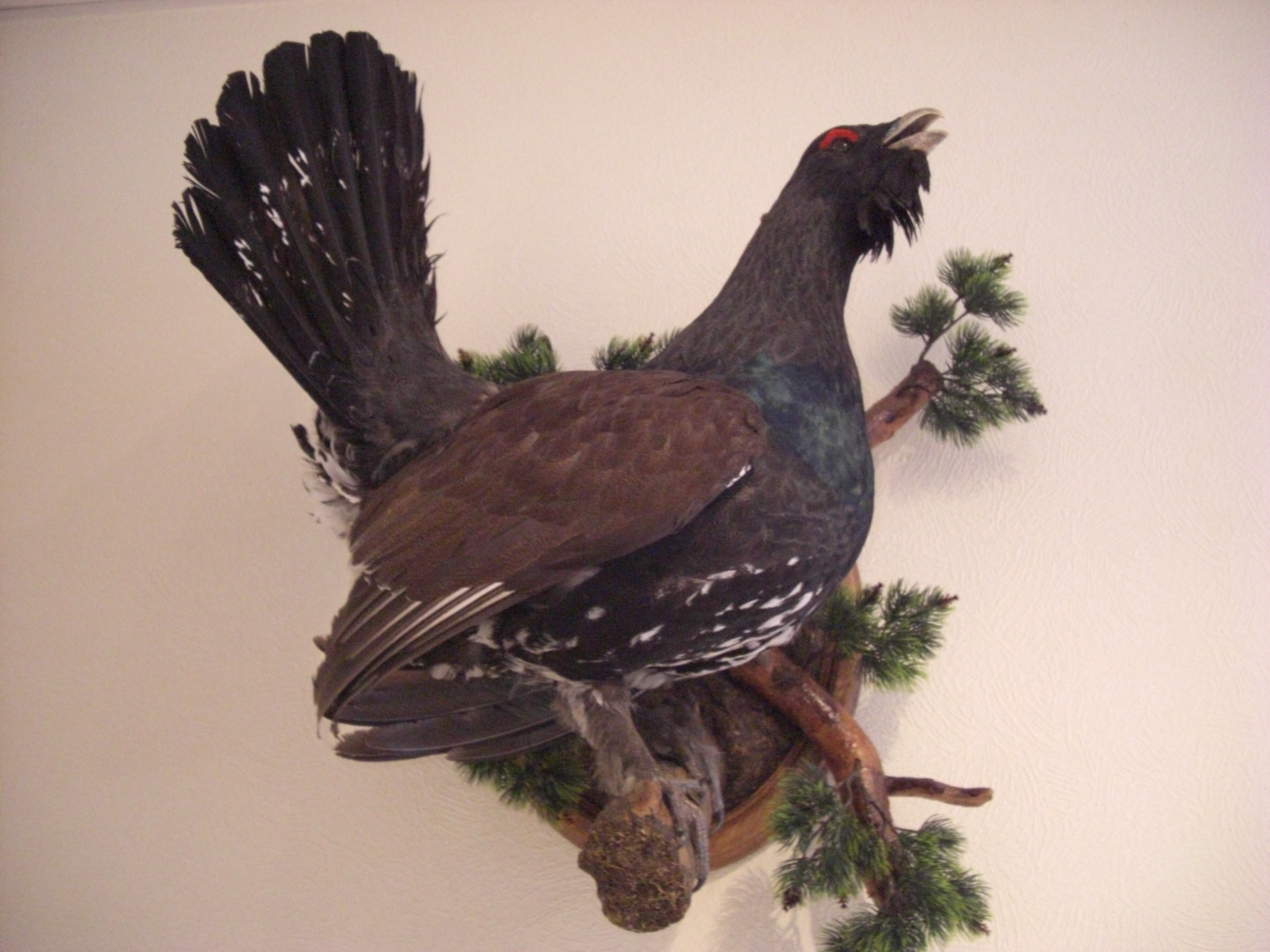
Чучело глухаря
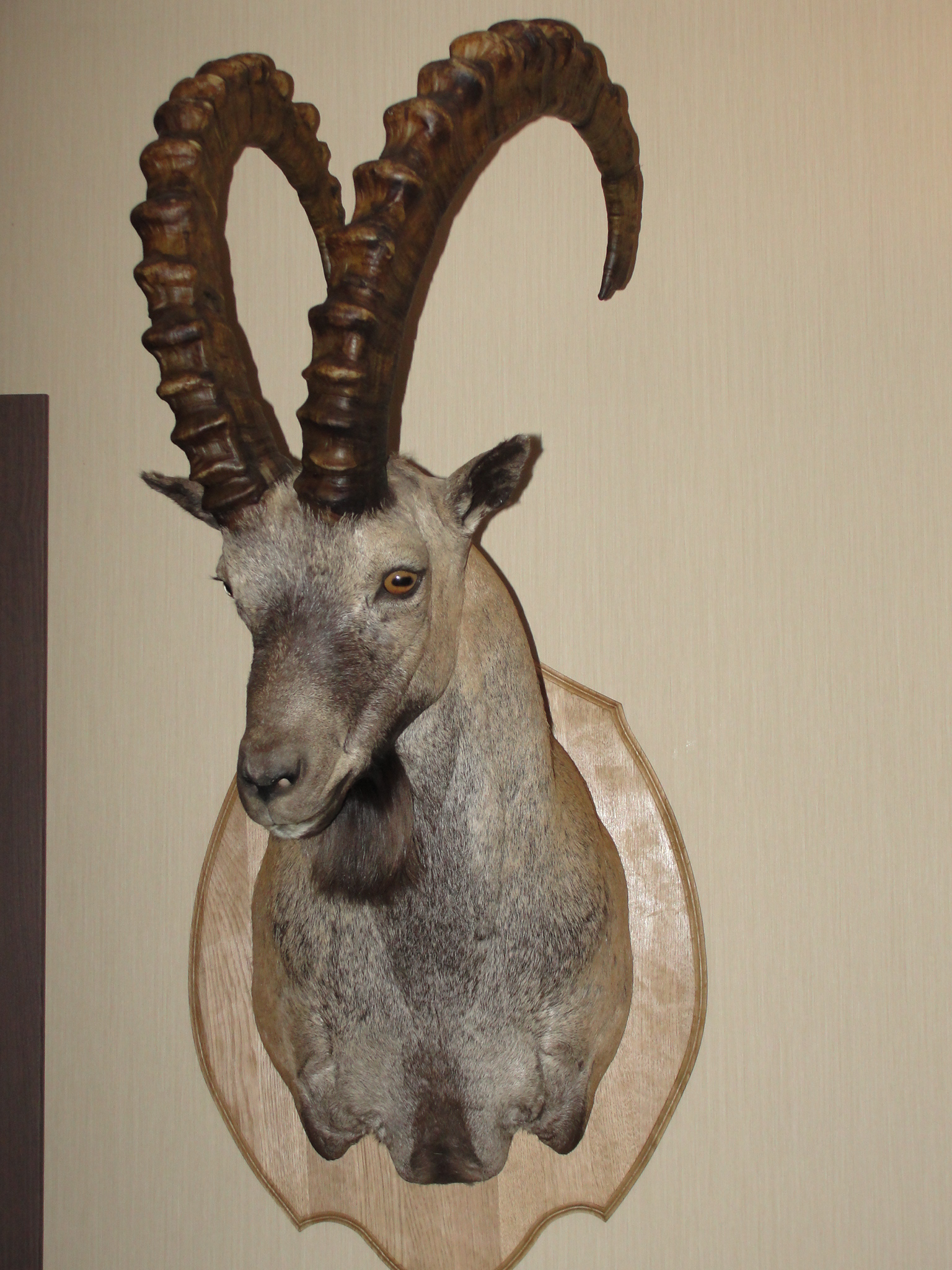
Голова сибирского горного козла
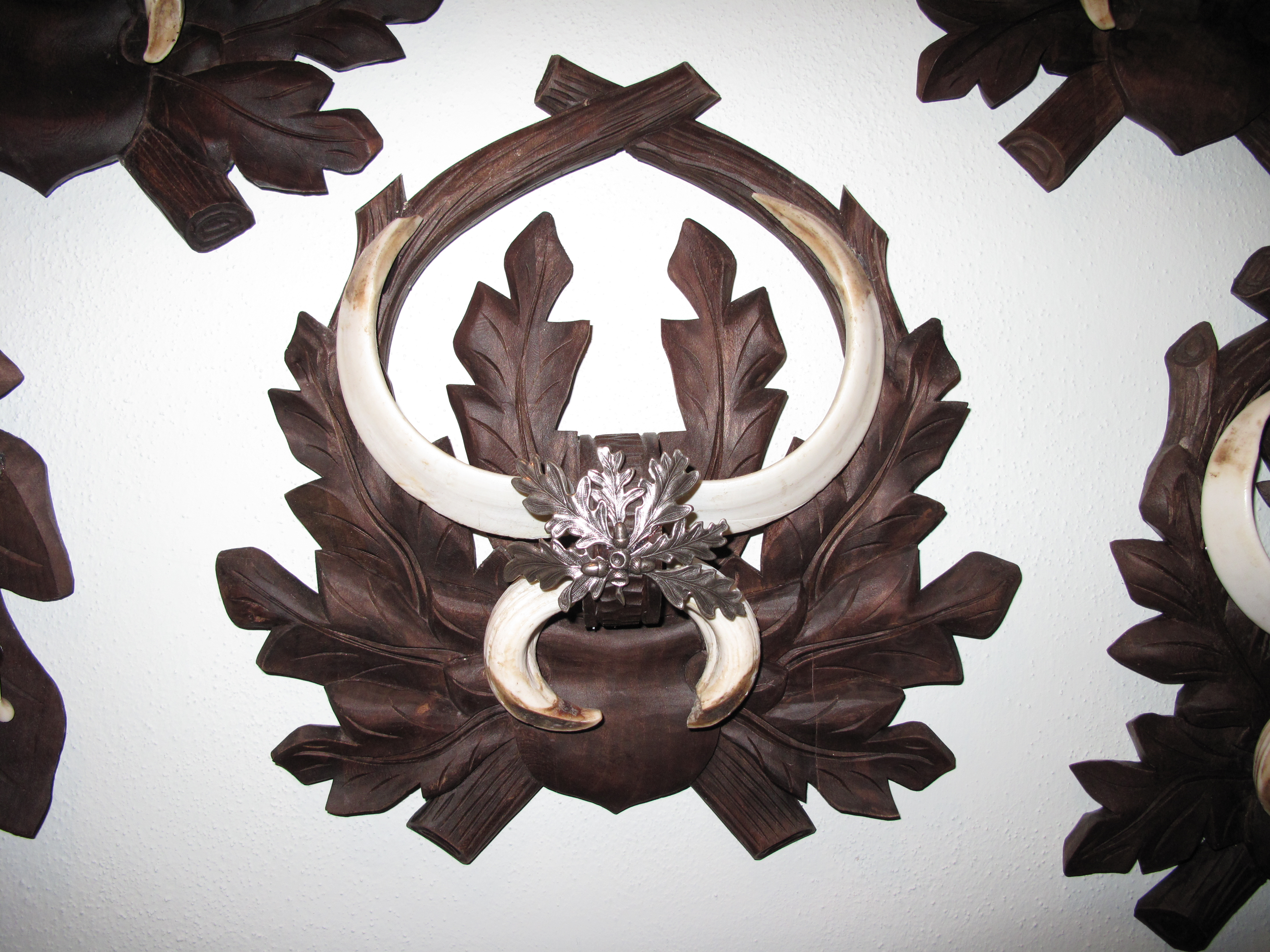
Художественно оформленные клыки кабана
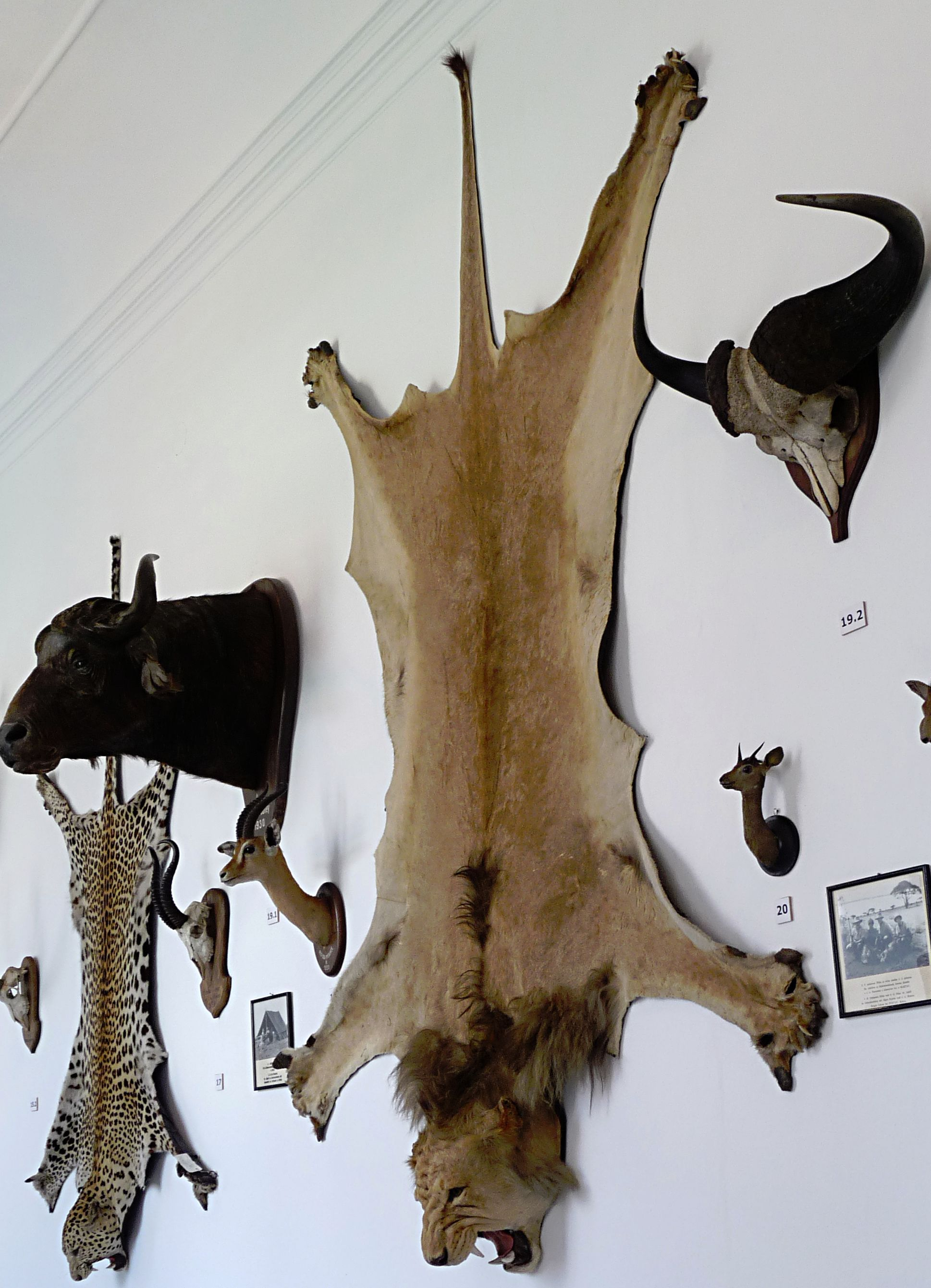
Трофейные шкуры льва и леопарда, рога и головы африканских копытных в одном из охотничьих замков в Чехии